# Årsnes
Årsnes är en by i Kvinnherads kommun i Vestland fylke i västra Norge. Byn ligger där fylkesväg 48 möter fylkesväg 500, på östra sidan av Kvinnheradsfjorden, en del av Hardangerfjorden. Den har färjeförbindelse med orten Gjermundshamn på andra sidan fjorden.